# هينريتش والتر
هينريتش والتر (بالألمانية: Heinrich Walter)‏ هو عالم نبات ألماني، ولد في 21 أكتوبر 1898 في أوديسا في أوكرانيا، وتوفي في 15 أكتوبر 1989 في شتوتغارت في ألمانيا.